# Palazzo Caracciolo di Sant'Eramo
Il palazzo Caracciolo di Sant'Eramo è un edificio storico di Napoli, ubicato in via Monte di Dio, dirimpetto al più conosciuto Palazzo Serra di Cassano.

## Storia e descrizione
Il palazzo venne edificato nella seconda metà del XVI secolo o al massimo nella prima metà del XVII. Attraverso la relazione dell'ingegnere Antonio Galluccio, redatta nel 1689, sappiamo che allora apparteneva alla famiglia spagnola dei De Cespedes che l'avevano acquistato già nel 1645. Nel tempo passò nelle mani di altre famiglie nobiliari, tra cui i Caracciolo di Sant'Eramo (proprietari ai tempi del Catasto provvisorio del 1815-1820) e i Mirelli di Teora. Negli anni a cavallo tra l'800 e il '900, quando era di proprietà del nobile magistrato Francesco Maria Mirelli (1858-1921) fu sede di uno dei più colti e vivaci salotti cittadini.
Il palazzo si presenta con una veste tardo-barocca, conferitagli nel XVIII secolo. La facciata presenta cinque piani, l'ultimo dei quali è una sopraelevazione riconducibile ai primi decenni del XX secolo. Oltrepassato il portale a bugne seicentesco, si ha prima l'androne, sulla cui volta è affrescato lo stemma dei Mirelli, e poi il cortile a pianta rettangolare, sul cui fondo si innalza la scala aperta settecentesca dalle tre arcate per livello (una delle quali è occultata alla vista da un moderno ascensore). Dopo la prima rampa di quest'ultima un passaggio conduce al piccolo giardino storico. Molte sale del secondo piano presentano delle volte affrescate nella seconda metà del XVIII secolo; quella dell'ex sala da ballo è assegnabile con certezza a Fedele Fischetti e raffigura la scena dell'Eneide nella quale Giunone si reca da Eolo chiedendogli di liberare i venti per distruggere le navi troiane.
Le attuali condizioni conservative dell'edificio sono buone.

## Altre immagini

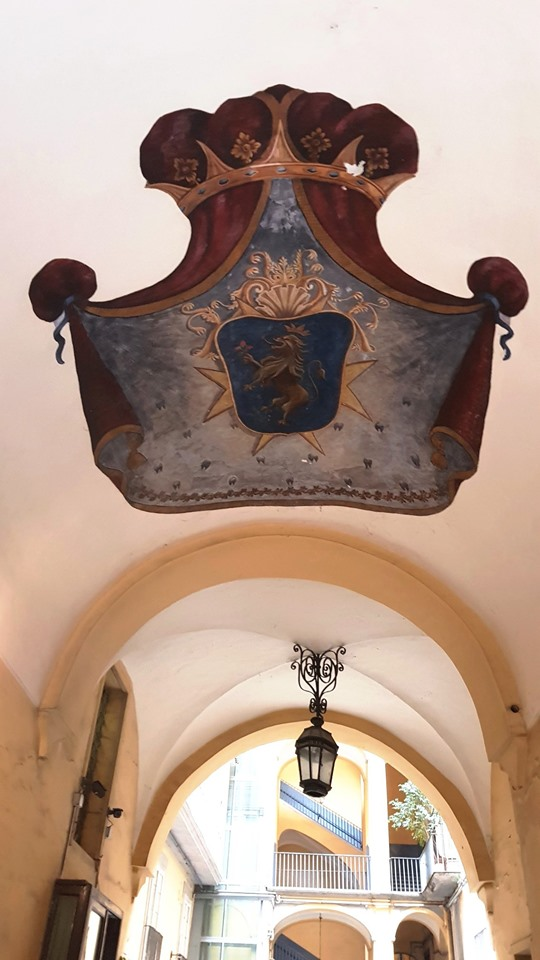
Lo stemma dei principi Mirelli affrescato sulla volta dell'androne.
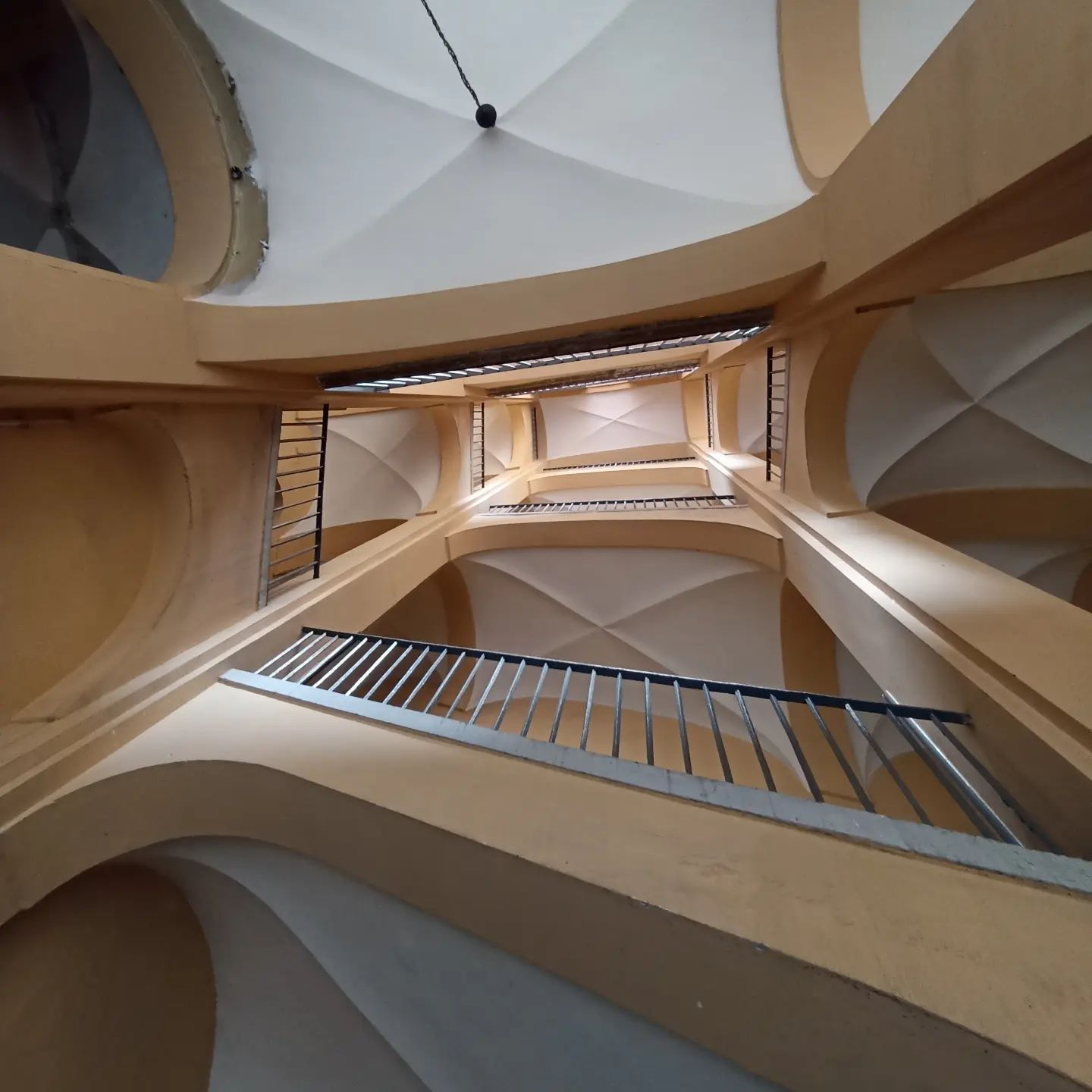
Una visuale dal basso dell'interno dello scalone aperto.
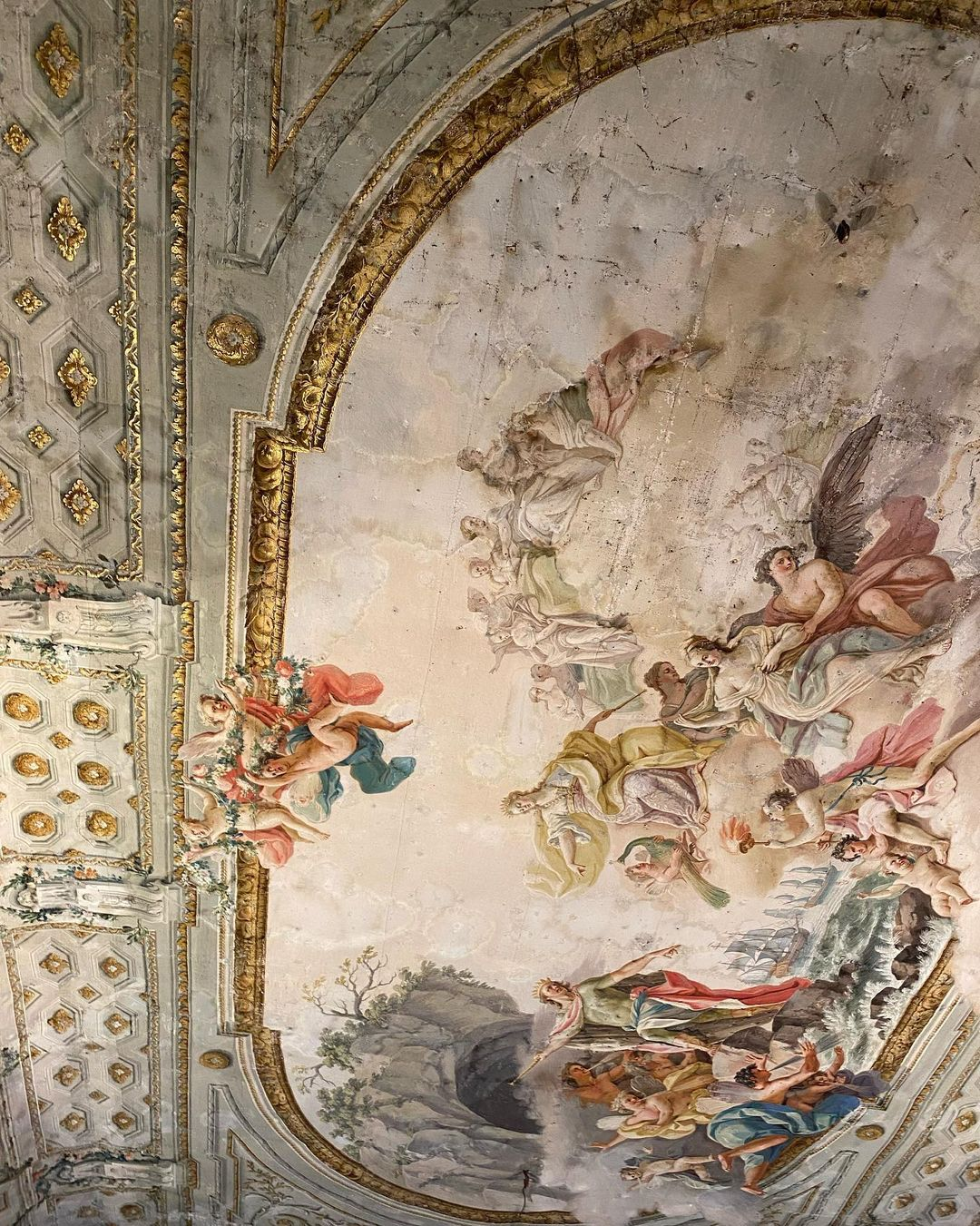
Particolare dell'affresco di Fedele Fischetti.